# Jeffrey Nape
Jeffrey Nape, né en 1964 et mort le 8 juillet 2016 à Port Moresby, est un homme politique papou-néo-guinéen. Président du Parlement national de 2004 à 2012, il exerce deux fois les fonctions de gouverneur général par intérim (lors de vacance du poste), et joue un rôle de premier plan lors de la  crise constitutionnelle de 2011-2012.

## Biographie
Député de la circonscription de Sinasina-Yongomugl, dans les Hautes-Terres, pour le Parti de l'alliance nationale, il est élu président du Parlement le 28 mai 2004, lorsque la majorité parlementaire du gouvernement du Premier ministre Sir Michael Somare démet le président précédent du Parlement, Bill Skate. Le poste de gouverneur général étant vacant à cette date, Nape occupe immédiatement cette fonction par intérim, jusqu'à l'entrée en fonction du nouveau gouverneur général Paulias Matane le 29 juin. Nape est vivement critiqué au cours des années qui suivent, pour une présidence perçue comme nettement partisane : Il refuse de permettre à l'opposition parlementaire de soulever des points de procédure, et suspend « longuement et anticonstitutionnellement » le Parlement, empêchant les députés d'opposition d'interroger le gouvernement. En 2010, sur demande du gouvernement Somare, il est fait compagnon de l'ordre de Saint-Michel et Saint-Georges.
Le 2 août 2011, Nape déclare que Sir Michael Somare, qui est hospitalisé à l'étranger dans un état grave, n'est plus député, pour cause d'absentéisme, et que la fonction de Premier ministre est donc vacante. Le Parlement procède à l'élection d'un nouveau Premier ministre, Peter O'Neill. Somare revient en Papouasie-Nouvelle-Guinée en septembre ; le 12 décembre, la Cour suprême juge que la déclaration de vacance du 2 août est dénuée de fondement constitutionnel, et ordonne que Somare soit restauré dans ses fonctions. Plus précisément, la Cour explique que les circonstances dans lesquelles peut être prononcée une vacance du poste de Premier ministre sont définies par la Constitution, et qu'il n'est pas loisible au président du Parlement de décréter une telle vacance en dehors des procédures constitutionnelles. La Cour suprême ajoute que seule la Cour nationale peut prononcer la vacance d'un siège de député, et que Sir Michael Somare n'avait par ailleurs été absent qu'à deux séances parlementaires, ce qui ne peut entraîner la vacance de son siège. Le Gouverneur-général, Sir Michael Ogio, nomme donc Somare au poste de Premier ministre. Disposant du soutien d'une majorité au Parlement, O'Neill refuse de quitter ses fonctions, et, le 14 décembre, le Parlement destitue Ogio. Nape, en tant que président du Parlement, devient alors automatiquement gouverneur général par intérim, une deuxième fois,. Quelques jours plus tard, lorsqu'il apparaît clair que Somare n'a que peu de soutiens, Ogio déclare que les conseils de la Cour suprême avaient été erronés. Restauré à son poste de gouverneur général le 19 décembre, il reconnaît à nouveau Peter O'Neill. 
Le 29 mai 2012, le vice-président du Parlement, Francis Marus, ouvre une session parlementaire en reconnaissant le jugement de la Cour. Somare, et non O'Neill, est le Premier ministre, dit-il. Toutefois, ajoute-t-il, Somare ne peut être Premier ministre, puisqu'il n'est plus député, ayant été disqualifié de cette fonction pour avoir manqué plusieurs sessions du Parlement. En conséquence, il n'y a pas de Premier ministre en Papouasie-Nouvelle-Guinée. « Visiblement surpris », O'Neill, qui n'est pas sur place à ce moment-là, « se précipite » pour rejoindre le Parlement et s'entretenir avec les députés de sa majorité. Il annonce ensuite que le Parlement procèdera à l'élection d'un Premier ministre le lendemain,,. Pour sa part, Sir Michael Somare estime cette déclaration de vacance « illégale et honteuse ». « Lui-même surpris », Marus agissait sur instructions de Jeffrey Nape. Le 30 mai, seuls les députés de la majorité choisissent d'être présents pour le vote. Marus tente tout d'abord (suivant les instructions de Nape) d'interdire à O'Neill de se présenter, au motif qu'il serait coresponsable (avec Somare) de la crise, puis capitule, l'autorisant à postuler. Le Parlement élit à nouveau O'Neill au poste de Premier ministre. S'ensuit une nouvelle confusion lorsque Jeffrey Nape, exerçant les fonctions de gouverneur général en l'absence de Sir Michael Ogio (qui est à Londres pour le jubilé de diamant de la reine Élisabeth II, reine de Papouasie-Nouvelle-Guinée), annonce qu'il retarde l'investiture du Premier ministre afin d'« étudier les documents ». Trois heures plus tard, l'investiture a lieu : O'Neill est premier ministre, en attendant la tenue d'élections législatives.
Quelques jours avant l'issue des élections législatives de juillet 2012, Nape est arrêté et inculpé pour corruption, accusé d'avoir payé un candidat rival dans sa circonscription pour qu'il se retire de l'élection,. Candidat sous les couleurs du Parti du triomphe, du patrimoine et de la responsabilisation, Nape perd néanmoins son siège de député, battu par Kerenga Kua, le candidat du Parti de l'alliance nationale.